# Ted Cruz
Rafael Edward "Ted" Cruz (født 22. december 1970 i Calgary i Canada) er en amerikansk republikansk politiker. Han har repræsenteret delstaten Texas i Senatet siden 3. januar 2013.
Han meddelte i marts 2015, at han stillede op til det amerikanske præsidentvalg i 2016 for Det Republikanske Parti. Han trak sig senere som den sidste republikanske kandidat til fordel for Donald Trump, som endte med at blive partiets kandidat til præsidentvalget.

## Tidlig karriere
Cruz var rigsadvokat i Texas 2003–2008, hvor han var den hidtil længstsiddende i Texas. Han har baggrund som advokat og partner i advokatfirmaet Morgan, Lewis & Bockius LLP. Cruz har tidligere haft ledende stillinger i Den føderale handelskommision og Justitsministeriet og var i årene 2004–2009 professor i retsvidenskab ved University of Texas. Han var indenrigspolitisk rådgiver for senere præsident George W. Bush op til præsidentvalget i 2000. Cruz har en bachelorgrad Princeton University fra 1992 og kandidatgrad i retsvidenskab fra Harvard Law School fra 1995. I studietiden var han redaktør ved Harvard Law Review.

## Senatet
Cruz blev i 2012 nomineret som republikansk kandidat til Kay Bailey Hutchisons ledige plads i Senatet, efter at have vundet over viceguvernør David Dewhurst med 57 % af stemmene i primærvalget. Cruz' kandidatur blev støttet af Tea Party-bevægelsen og Republican Liberty Caucus. Ved senatsvalget vandt Cruz over demokraten Paul Sadler med 56 % af stemmene.
Cruz tiltrådte som senator den 3. januar 2013, og gjorde sig hurtigt bemærket i Senatet. I en artikel i New York Times måneden efter blev han kaldt "Washingtons nye ‘bad boy’", og i artiklen blev han kritiseret af de republikanske senatorer Lindsey Graham og John McCain for sine spørgsmål til Chuck Hagel i en senatshøring. Samtidig fik han støtte af blandt andet tidligere senator Jim DeMint. Den 24. september holdt han en 21 timer og 19 minutter lang tale i Senatet, hvor temaet var modstanden mod lovgivningen om sygeforsikring ("Obama Care"). Talen, som ikke var en filibuster, er den fjerde længste i Senatets historie.

## Privat
Cruz blev født i Calgary i Canada, hvor forældrene, Eleanor Darragh og Rafael Cruz, arbejdede i olieindustrien. Faderen var cubansk indvandrer, der var flygtet under den cubanske revolution. Moren var født og opvokset i Delaware, og var af irsk og italiensk afstamning. Forældrene flyttede tilbage til Houston, hvor de begge havde gået på college, da sønnen var fire år gammel. Ted Cruz er sydstatsbaptist.